# 通力
通力股份有限公司（芬蘭語：Kone Oyj；商標為全大寫的KONE）是一間於1910年創立並將總部設於芬蘭埃斯波的跨國工程和服務公司，在世界各地共聘有超過五萬七千名員工。通力是世界上最大的電梯和電扶梯製造商之一，並提供電梯及電扶梯維護和升級方案。除此之外，通力也製造自動門和閘門並提供其維護服務。
在芬蘭文裡「Kone」為「機器」或「裝置」的意思。

## 競爭對手
- 三菱电机
- 日立製作所
- 蒂升电梯（德语：TK Elevator）
- 奧的斯電梯公司
- 沃克斯
- 東芝
- 富士達
- 迅達集團